# Častye
Častye (in russo Частые?) è un villaggio della Russia europea nord-orientale (Territorio di Perm'); è il centro amministrativo del distretto Častinskij.
Si trova sulla riva destra del fiume Kama (bacino di Votkinsk), 190 km a sud-ovest di Perm' e 65 km a nord-est di Votkinsk.